# San Corbiniano (título cardenalicio)
San Corbiniano es un título cardenalicio de la Iglesia Católica. Fue instituido por el papa Benedicto XVI e1 20 de noviembre de 2010 con la bula Purpuratis Patribus. La iglesia titular es la parroquia de San Corbiniano en vía Karl Orff, que no se encontraba en construcción en el momento de instituir el título. Fue consagrada por el mismo papa el 20 de marzo de 2011. Esta iglesia es un homenaje del cardenal Friedrich Wetter, Arzodispo de Múnich y Frisinga, al papa Benedicto XVI que en su escudo de armas lleva el oso de San Corbiniano.

## Titulares
- Reinhard Marx, (20 de noviembre de 2010)